# Las Cañas (Guanajuato)
Las Cañas es una localidad del estado mexicano de Guanajuato. Es parte del municipio de Valle de Santiago.

## Demografía
| Gráfica de evolución demográfica |
|                                  |

| Censo | Población |
| ----- | --------- |
| 1900  | 303       |
| 1910  | 420       |
| 1921  | 383       |
| 1930  | 500       |
| 1940  | 628       |
| 1950  | 756       |
| 1960  | 934       |
| 1970  | 1 060     |
| 1980  | 1 076     |
| 1990  | 1 449     |
| 2000  | 1 141     |
| 2010  | 1 093     |
| 2020  | 1 008     |